# Sarah Polley
Sarah Ellen Polley (Toronto, 8 gennaio 1979) è un'attrice, regista e sceneggiatrice canadese.

## Biografia
Ha partecipato a diversi film, tra i quali Exotica, Mr. Nobody, Il dolce domani, Go - Una notte da dimenticare, La mia vita senza me e Le avventure del barone di Münchausen.
Ha ricevuto una candidatura ai Premi Oscar alla migliore sceneggiatura non originale per il suo Away from Her - Lontano da lei.
Nel 2023 ha ricevuto un Premio Oscar alla migliore sceneggiatura non originale per il suo Women Talking - Il diritto di scegliere. 
Il 7 febbraio 2012 Polley e David Sandomierski sono diventati genitori di una bambina chiamata Eva. Nel mese di agosto 2014 Sarah Polley ha dato alla luce la sua secondogenita Sophia.

## Filmografia

### Attrice

#### Cinema
- Un magico Natale (One Magic Christmas), regia di Phillip Borsos (1985)
- Confidential, regia di Bruce Pittman (1986)
- Bella da Morire (Prettykill), regia di George Kaczender (1987)
- Braccio vincente (The Big Town), regia di Ben Bolt (1987)
- Blue Monkey, regia di William Fruet (1987)
- Le avventure del Barone di Munchausen (The Adventures of Baron Munchausen), regia di Terry Gilliam (1988)
- Exotica, regia di Atom Egoyan (1994)
- Joe's So Mean to Josephine, regia di Peter Wellington (1996)
- Il dolce domani (The Sweet Hereafter), regia di Atom Egoyan (1997)
- Il giardino dei ricordi (The Hanging Garden), regia di Thom Fitzgerald (1997)
- The Planet of Junior Brown, regia di Clement Virgo (1997)
- Jerry and Tom, regia di Saul Rubinek (1998)
- Last Night, regia di Don McKellar (1998)
- Guinevere, regia di Audrey Wells (1999)
- eXistenZ, regia di David Cronenberg (1999)
- Go - Una notte da dimenticare (Go), regia di Doug Liman (1999)
- The Life Before This, regia di Jerry Ciccoritti (1999)
- Il mistero dell'acqua (The Weight of Water), regia di Kathryn Bigelow (2000)
- Love Come Down, regia di Clement Virgo (2000)
- The Law of Enclosures, regia di John Greyson (2000)
- Le bianche tracce della vita (The Claim), regia di Michael Winterbottom (2000)
- No Such Thing, regia di Hal Hartley (2001)
- The Event, regia di Thom Fitzgerald (2003)
- La mia vita senza me (Mi vida sin mí), regia di Isabel Coixet (2003)
- Luck, regia di Peter Wellington (2003)
- L'alba dei morti viventi (Dawn of the Dead), regia di Zack Snyder (2004)
- The I inside, regia di Roland Suso Richter (2004)
- Sugar, regia di John Palmer (2004)
- Siblings, regia di David Weaver (2004)
- Non bussare alla mia porta (Don't Come Knocking), regia di Wim Wenders (2005)
- La vita segreta delle parole (La vida secreta de las palabras), regia di Isabel Coixet (2005)
- Beowulf & Grendel, regia di Sturla Gunnarsson (2005)
- Mr. Nobody, regia di Jaco Van Dormael (2009)
- Splice, regia di Vincenzo Natali (2009)
- Trigger, regia di Bruce McDonald (2010)

#### Televisione
- Night Heat – serie TV, 1 episodio (1985)
- Dave Thomas: The Incredible Time Travels of Henry Osgood, regia di Dave Thomas – film TV (1986)
- Screen Two – serie TV, 1 episodio (1987)
- Le mani di uno sconosciuto (Hands of a Stranger), regia di Larry Elikann – film TV (1987)
- Venerdì 13 – serie TV, 1 episodio (1987)
- Ramona – serie TV, 10 episodi (1988-1989)
- Lantern Hill, regia di Kevin Sullivan – film TV (1989)
- La strada per Avonlea (Road to Avonlea) – serie TV, 67 episodi (1990-1997)
- Johann's Gift to Christmas, regia di René Bonnière – film TV (1991)
- The Hidden Room – serie TV, 1 episodio (1993)
- Take Another Look, regia di Richard Mortimer – film TV (1994)
- Straight Up – serie TV, 1 episodio (1996)
- White Lies, regia di Kari Skogland – film TV (1998)
- Made in Canada – serie TV, 1 episodio (1999)
- Slings and Arrows – serie TV, 6 episodi (2006)
- John Adams – miniserie TV, 4 episodi (2008)
- The Studio - serie TV, 1 episodio (2025)

#### Cortometraggi
- This Might Be Good, regia di Patricia Rozema (2000)
- Dermott's Quest, regia di Grimur Ardal (2003)

### Doppiatrice
- Babar (Babar: The Movie), regia di Alan Bunce (1989)

### Regista e sceneggiatrice

#### Cinema
- Away from Her - Lontano da lei (Away from Her) (2006)
- Take This Waltz (2011)
- Stories We Tell (2012)
- Women Talking - Il diritto di scegliere (Women Talking) (2022)

#### Televisione
- The Shields Stories – miniserie TV, 1 episodio (2004) - solo regista
- L'altra Grace – miniserie TV, 6 episodi (2017) - solo sceneggiatrice
- Hey Lady! – serie TV, 8 episodi (2020) - solo regista

#### Cortometraggi
- Don't Think Twice (1999)
- The Best Day of My Life (1999)
- I Shout Love (2001)
- All I Want for Christmas (2002)

## Riconoscimenti
- Premio Oscar
  - 2008 – Candidatura per la miglior sceneggiatura non originale per Away from Her - Lontano da lei
  - 2023 – Miglior sceneggiatura non originale per Women Talking

- Golden Globe[1]
  - 2023 – Candidatura per la migliore sceneggiatura per Women Talking
- Critics' Choice Awards
  - 2023 – Miglior sceneggiatura non originale per Women Talking
  - 2023 – Candidatura per il miglior film a Women Talking
  - 2023 – Candidatura per la migliore regia per Women Talking

## Doppiatrici italiane
Nelle versioni in italiano dei suoi film, è stata doppiata da:
- Barbara De Bortoli in Il dolce domani, Non bussare alla mia porta, Last Night
- Eleonora De Angelis in Go - Una notte da dimenticare, Il mistero dell'acqua
- Rossella Acerbo in Le avventure del barone di Munchausen
- Ilaria Latini in La strada per Avonlea
- Cristina Giachero in eXistenZ
- Valentina Carnelutti in La mia vita senza me
- Tiziana Avarista in L'alba dei morti viventi
- Chiara Colizzi in La vita segreta delle parole
- Marisa Della Pasqua in Beowulf & Grendel
- Francesca Fiorentini in Splice
- Valentina Pollani in The I Inside
- Eleonora Reti in Mr. Nobody